# 印咒：畢舍遮
《印咒：畢舍遮》（英語：It Lives Inside）是一部2023年美國超自然恐怖電影，由比沙爾·杜塔編劇和導演，梅根·蘇莉主演。該片在2023年西南偏南電影節首映，2023年9月22日由Neon發行。

## 剧情
Samidha "Sam"是一名东印度裔美国高中生，一直在融入西方社会。她的母亲Poorna坚持让Sam继续遵循并尊重传统，而父亲Inesh却对她不那么严格。在学校里，Sam想要摒弃自己的文化，融入白人朋友，与同学Russ萌生了恋情。随之，她与以前最好的朋友，印度裔同学Tamira渐渐疏远了。Tamira現在因為表現得孤僻、拿著一個奇怪的玻璃罐而被大家排斥。这让她们的老师Joyce很担心，但Sam相信Tamira没事。
晚上，Tamira给罐子喂生肉，但罐子里的东西开始慢慢破坏罐子。第二天上学时，Tamira在更衣室私下向Sam求助。她声称，她随身携带的罐子里其实住着一个超自然的实体，而且这个实体一直在恐吓她。Sam被Tamira弄得既尴尬又沮丧，她摔碎了罐子，导致Tamira恐慌症发作。Sam走开去寻求帮助，这时Tamira被一个看不见的实体袭击，失踪了。Sam感到内疚，开始担心这其中有什么蹊跷。她找到了Tamira的一本笔记本，上面写着奇怪的梵文。
Tamira发现自己被实体绑架囚禁，实体攻击并残害了她。Sam开始注意到周围有一种奇怪的存在，开始调查Tamira的说法。与此同时，Poorna对Sam无视印度传统的行为越来越失望，尤其是她为了和Russ在一起而跳过为Tamira进行的特别祈祷。Sam和Russ去了另一个印度学生Karan的废弃房子，Karan和他的家人在一起所谓的自杀式谋杀案中丧生。两人在墙上发现了描绘一种生物的图画。奇怪的现象不断升级，让Sam感到不安，而Tamira每天都会受到攻击，她的逃跑企图也遭到了挫败。
Sam和Russ再次来到Karan的家，在那里接吻。在屋外，Russ在Sam面前被一个看不见的超自然实体杀害。受到重创的Sam开始失去理智，做可怕的噩梦。急需帮助的她说服Joyce帮她破译书中的一些文字。Joyce发现，这本书讲述的是一种被称为毕舍遮的恶魔，牠以负能量为食，然后吞噬猎物的灵魂。阻止牠的唯一办法就是把它封在一个像罐子一样的东西里。Sam向Poorna求助，Poorna打算把毕舍遮引诱出来。两人准备好食物，穿上印度传统服装。Joyce在学校遭到袭击，被实体打成重伤。
Inesh回到家，却遭到了毕舍遮的攻击，受了伤。牠还袭击了Poorna，随后被击退。Sam意识到Tamira被关在Karan的房子里，于是赶去救她。在屋内，她遭到了实体的追杀，实体向Sam展示了牠的真身。Sam找到了Tamira，与实体对峙。Sam意识到自己可以成为容纳毕舍遮的容器，于是允许毕舍遮进入，居住在她的身体里。
一年后，Sam与已经康复的Tamira、Joyce、Poorna和Inesh共进晚餐。她们给Sam喂食生肉，设法控制住了实体，就像Tamira对罐子所做的那样。后来，Sam和Tamira和解了。Sam向Tamira保证毕舍遮永远不会出来，她逐渐变得越来越担心，最后开始哭泣。